# Мдівані Георгій Давидович
Георгій Давидович Мдівані (нар. 13 (26 вересня) 1905, село Багдаті — пом. 11 жовтня 1981) — радянський драматург та кіносценарист. Заслужений діяч мистецтв Грузинської РСР (1961).

## Біографія
Дебютував у 1922 році як драматурга. Писав грузинською і російською мовою. Автор багатьох гостроконфліктних та публіцистичних п'єс, кіносценаріїв. Член ВКП(б) з 1944 року.
Дружина — артистка естради (художній свист) Таїса Сава (1907—1973).

## Творчість

### П'єси
- 1936 — «Алькасар»[4] (Московський Камерний театр, Театр імені Ш. Руставелі)
- 1937 — «Честь»
- 1939 — «Заповіт»
- 1941 — «Батальйон іде на Захід»
- 1941 — «Наказ по фронту»[5]
- 1942 — «Партизани»
- 1942 — «Небо Москви»
- 1944 — «Багратіон»
- 1949 — «Хто винен»
- 1950 — «Люди доброї волі»
- 1952 — «Нові часи»
- 1956 — «Тривожна ніч»
- 1959 — «Серце матері»
- 1961 — «День народження Терези»[6]
- 1963 — «Вкрали консула»
- 1966 — «Твій дядя Міша»
- 1971 — «Велика мама»

### Сценарії
- 1929 — Моя бабуся
- 1930 — Американка
- 1946 — В горах Югославії
- 1947 — Рядовий Олександр Матросов
- 1954 — Небезпечні стежки
- 1955 — Солдат Іван Бровкін
- 1956 — Наш двір
- 1958 — Іван Бровкін на цілині
- 1958 — Останній з Сабудара
- 1960 — Кінець старої Березівки
- 1961 — Добрі люди
- 1962 — Велика дорога
- 1966 — Хевсурська балада
- 1967 — Зірки і солдати
- 1968 — Далеко на заході
- 1970 — Посланці вічності
- 1970 — Соняшники
- 1974 — Моя доля
- 1977 — Бухта радості
- 1980 — Будинок на Лісовій

### Опера
- «Велика дружба»